# (4213) Njord
(4213) Njord es un asteroide perteneciente al cinturón de asteroides, descubierto el 25 de septiembre de 1987 por Poul Jensen desde el Observatorio Brorfelde, Holbæk, Dinamarca.

## Designación y nombre
Designado provisionalmente como 1987 ST4. Fue nombrado Njord en homenaje al dios de la mitología nórdica Njörðr.